# Nicolaus Adriani
Nicolaus Adriani (ur. 15 września 1865 w Oud-Loosdrecht, zm. 8 maja 1926 w Poso) – holenderski misjonarz i językoznawca, badacz języków austronezyjskich.
Studiował językoznawstwo Indii Wschodnich na Uniwersytecie w Lejdzie. W 1983 roku otrzymał doktorat. Prowadził badania lingwistyczne w Poso (Celebes Środkowy).
W 1897 roku został członkiem korespondentem Królewskiej Holenderskiej Akademii Nauk. W 1918 roku został jej członkiem rzeczywistym.

## Wybrane dzieła
- Adriani, N., 1894. Sangireesche spraakkunst. 's Gravenhage: Martin Nijhoff.
- Adriani, Nicolaus. 1912. De Baree-Sprekende Toradja's van Midden Celebes.
- Adriani, Nicolaus. 1919. Posso (Midden-Celebes). Boekhandel van den Zendingsstudie-raad.
- Adriani, Nicolaus. 1928. Bare'e-Nederlandsch woordenboek: met Nederlandsch-Bare'e register. EJ Brill.
- Adriani, Nicolaus. 1928. "Spraakkunstige schets van de taal der Mĕntawai-Eilanden." Bijdragen tot de Taal-, Land-en Volkenkunde van Nederlandsch-Indië 1ste Afl, 1-117.
- Adriani, Nicolaus, Albertus C. Kruyt. The Bare'e-speaking Toradja of Central Celebes:(the East Toradja).
- Adriani, Nicolaus, Albertus C. Kruyt. 1914. "De Bare’e-sprekende Toradja’s van Midden-Celebes. Vol 3: Taal-en letterkundige schets der Bare’e taal en overzicht van het taalgebied: Celebes-Zuid-Halmahera." Batavia: Landsdrukkerij (1914). (Adriani, Nicolaus. Posso (Midden-Celebes). Boekhandel van den Zendingsstudie-raad, 1919.(Human Relations Area Files, 1968.)